# Johannes Fortmann
Johannes Fortmann (* 25. November 1576 in Elbingerode; † 9. September 1654 in Wernigerode) war ein deutscher evangelischer Theologe und gekrönter Poet.

## Herkunft und Jugend
Geboren 1576 verliert er schon als Kleinkind beide Eltern († 1577 die Mutter Barbara geb. Stehlein; † 1578 den aus Bremen stammenden Vater Justus Fortmann) durch die Pest. In den folgenden Jahren (1578–83) wird er daher von (der seit 13 Jahren verwitweten) Großmutter Catharina Stehlein geb. Heimbold in Elbingerode großgezogen, wo er auch die Schule besucht. Vermutlich ab 1583 besucht er in Quedlinburg und später in Wernigerode und Halberstadt die lateinische Schule, wo er Kurrendeknabe war.

## Studium, Rektorat und Dichterkrönung
Mit 18 Jahren wird er 1594 an der Universität Wittenberg immatrikuliert, wird anschließend 1596 für 1½ Jahre in Wernigerode Hofmeister (d. h. Erzieher und vermutlich bereits Prediger) am Hofe des Grafen Wolf Ernst zu Stolberg. 1598 geht er erneut für ein Jahr an die Universität Wittenberg, wo er sich am 26. September 1598 den akademischen Grad eines Magisters der philosophischen Wissenschaften erwirbt. Er schränkt sich bereits hier zum Kauf von Büchern so überaus ein, dass er einmal sogar aus lauter Not den Grafen um ein notwendiges Kleidungsstück angehen muss.
Von 1599 bis 1604 ist Johannes Fortmann Konrektor in Wernigerode, 1604 wird der auch dichterisch tätige erst 28-Jährige zum poeta laureatus gekrönt und zum Rektor ernannt (bis 1609). 1608 erfolgt ein Abwerbeversuch aus Braunschweig der jedoch durch eine satte Gehaltsaufbesserung abgewendet wird.

## Oberhofprediger und Bibliotheksinspektor in Wernigerode
Ab 1609 ist Johannes Fortmann Diakon und Hofprediger des Grafen Heinrich. 1611 stiftet er gemeinsam mit Matthias Lutterodt (wohl einem engen Verwandten seiner Frau) eine Kanzel für die (1873 abgebrochene) Nikolaikirche (Die Kanzel mit den Wappen der beiden steht jetzt in der Kapelle der Altlutheraner in Wernigerode). Vierzig Jahre lang (1614 bis 1654) ist Fortmann Oberhofprediger an s.S.Sylvestri et Georgi und geistlicher Inspector der Grafschaft.
Ebenfalls seit 1614 ist der 38-jährige geistlicher Inspector und hatte damit die Aufsicht über die zwischen 1570 und 1606 gegründete ansehnliche gräfliche Stolbergschen Bibliothek. Johannes Fortmanns größtes Verdienst liegt wohl darin, dass er die berühmte Bibliothek im Dreißigjährigen Krieg vor Brandschatzung rettete, indem er sie von ihren verschiedenen Orten sammelte und in einem besonders dazu ausgebauten Gewölbe der Wernigeroder Kirche in Fässern einlagern ließ. So haben einige unersetzliche Drucke, darunter auch viele Noten, diese schlimme Zeit überstanden.
1619 lehnt er eine Berufung nach Braunschweig und 1621 eine Berufung nach Salzwedel (Superintendentur über 50 Pfarren) ab. Wohl 1648 zum Ende des Dreißigjährigen Krieges entsteht ein Ölbild („72 Jahre alt, 51 Jahre Prediger“). Johannes Fortmann stirbt sechs Jahre später, am 9. September 1654 in Wernigerode. Sein Schwiegersohn Dr. med. Jacobus Haberstroh, der am 13. Januar 1645 die Tochter Anna Catharina (geb. 1616) geheiratet hatte, wird sein Nachfolger.

## Bedeutung
„F., der sich [...] viel in historischen, geistlichen und Gelegenheitsgedichten, Komödien in heroischem Versmaß versuchte, ist weniger durch diese und durch seine verschiedenen gedruckten Schriften zur Predigtliteratur, als durch sein in einer Zeit großer wissenschaftlicher Oede und Verwüstung bethätigtes unermüdliches wissenschaftliches Streben bemerkenswerth. Unter den gelehrten Zeitgenossen, mit denen er in fleißigem Briefwechsel stand, galt er als einer der kundigsten Männer Niedersachsens. Von seinen ungedruckten Schriften verdienen fünf zu Wernigerode im Privatbesitz befindliche Bände meist specialgeschichtlicher Aufzeichnungen erwähnt zu werden. Er selbst sammelte mit großen Opfern eine eigene Bibliothek.“ (Ed. JACOBS in: Allgemeine Deutsche Biographie Bd. 7 S. 193, Leipzig 1878).

## Familie
Am 10. Oktober 1603, als fast 27-Jähriger, feiert er Hochzeit mit der drei Jahre jüngeren Ursula Hayn (1579–1641), der Tochter des Johannes Hayn († 1579) und der Maria Lutterodt († 1593). Die Braut wird durch den regierenden Landesherrn, Wolf Ernst Graf zu Stolberg, zur Kirche geführt. Ursula hatte die Schule bei der wohlbekannten Lehrbase Jungfer Magdalene besucht, wo sie lesen und schreiben, und auch nähen und anderes lernte. Am 20. Januar 1593 starb ihre Mutter, Ursula Hayn ist zu diesem Zeitpunkt 13 ½ Jahre alt und hat acht Geschwister, fünf jünger als sie selbst. Sie kam zu ihrer Base Ursula Kaltenbach, der Frau von Hermannus Lüddeke, grfl. stolb. Secretarius, wo sie mit häusl. Arbeit aufgezogen wurde.
In nur 13 Jahren wurden elf Kinder gezeugt: drei Söhne (einer totgeboren), acht Töchter. Sechs Kinder sterben früh. Am 10. Oktober 1616 (Johannes ist jetzt fast 40 Jahre alt) wird die jüngste Tochter Anna Catharina geboren. 1626 (Johannes ist fast fünfzig) sterben drei seiner erwachsenen Kinder (die beiden Söhne Adrianus und Johannes sowie eine ungenannte Tochter) alle innerhalb von 14 Tagen an der Pest. 1632 liegt seine Frau Ursula über zwölf Wochen mit einer schweren Krankheit nieder, aber die 53-Jährige erholt sich noch einmal. Am 12. Mai 1640 stirbt der Schwiegersohn, der Mann der ältesten Tochter Barbara, Dr. phil. et med. Tobias Haberstroh 56 Jahre alt.
Am 15. Oktober 1640 erlitt seine Frau infolge eines Treppensturzes eine Kopfverletzung und starb an den Folgen am 29. Januar 1641 in Wernigerode, nach einer Woche plötzlichen Ermattens und wird im Grab ihres Schwiegersohnes Tobias beigesetzt. Beim Tod von Johannes Fortmann leben nur noch die älteste und die jüngste Tochter Barbara und Anna-Catharina, alle anderen sind bereits in Wernigerode begraben.